# 1776
1776 (MDCCLXXVI) byl rok, který dle gregoriánského kalendáře započal pondělím.

## Události
- 1. března – Vznik Iluminátů

Komise složená z Otců zakladatelů předkládá návrh Deklarace nezávislosti Kongresu na obrazu Johna Trumbulla

- 1. května – Německý filozof Adam Weishaupt založil na univerzitě v bavorském Ingolstadtu řád Iluminátů.
- 4. července – Třináct kolonií ve Druhém Kontinentálním kongresu vyhlásilo nezávislost na Království Velké Británie, čímž vznikly Spojené státy americké.
- 12. července – Anglický mořeplavec James Cook vyplul z Plymouthu na třetí plavbu kolem světa.
- 26. prosince – Americká válka za nezávislost: Americká Kontinentální armáda zvítězila v bitvě o Trenton.
- Císařovna Marie Terezie zrušila právo útrpné.
- Na střeše vyšehradské zbrojnice byl instalován první hromosvod v Praze.[1]
- Adam Smith vydal své dílo Bohatství národů.

### Probíhající události
- 1775–1783 – Americká válka za nezávislost
- 1776–1780 – Třetí plavba Jamese Cooka

## Vědy a umění
- 9. března – Skotský ekonom Adam Smith vydal své dílo The Wealth of Nations (Bohatství národů).

## Narození

### Česko
- 19. února – Josef Ladislav Jandera, teolog, matematik, rektor Karlovy univerzity († 27. července 1857)
- 1. dubna – Hugo František Salm, šlechtic, průmyslník a mecenáš († 31. března 1836)
- 23. dubna – Jan Nejedlý, básník, překladatel a vydavatel († 31. prosince 1834)
- 29. června – František Horčička, restaurátor, umělecký znalec a malíř († 5. dubna 1856)
- 21. prosince – Matěj Josef Sychra, kněz, jazykovědec a spisovatel († 19. března 1830)
- neznámé datum – Antonín Pucherna, malíř a grafik († 12. června 1852)

### Svět

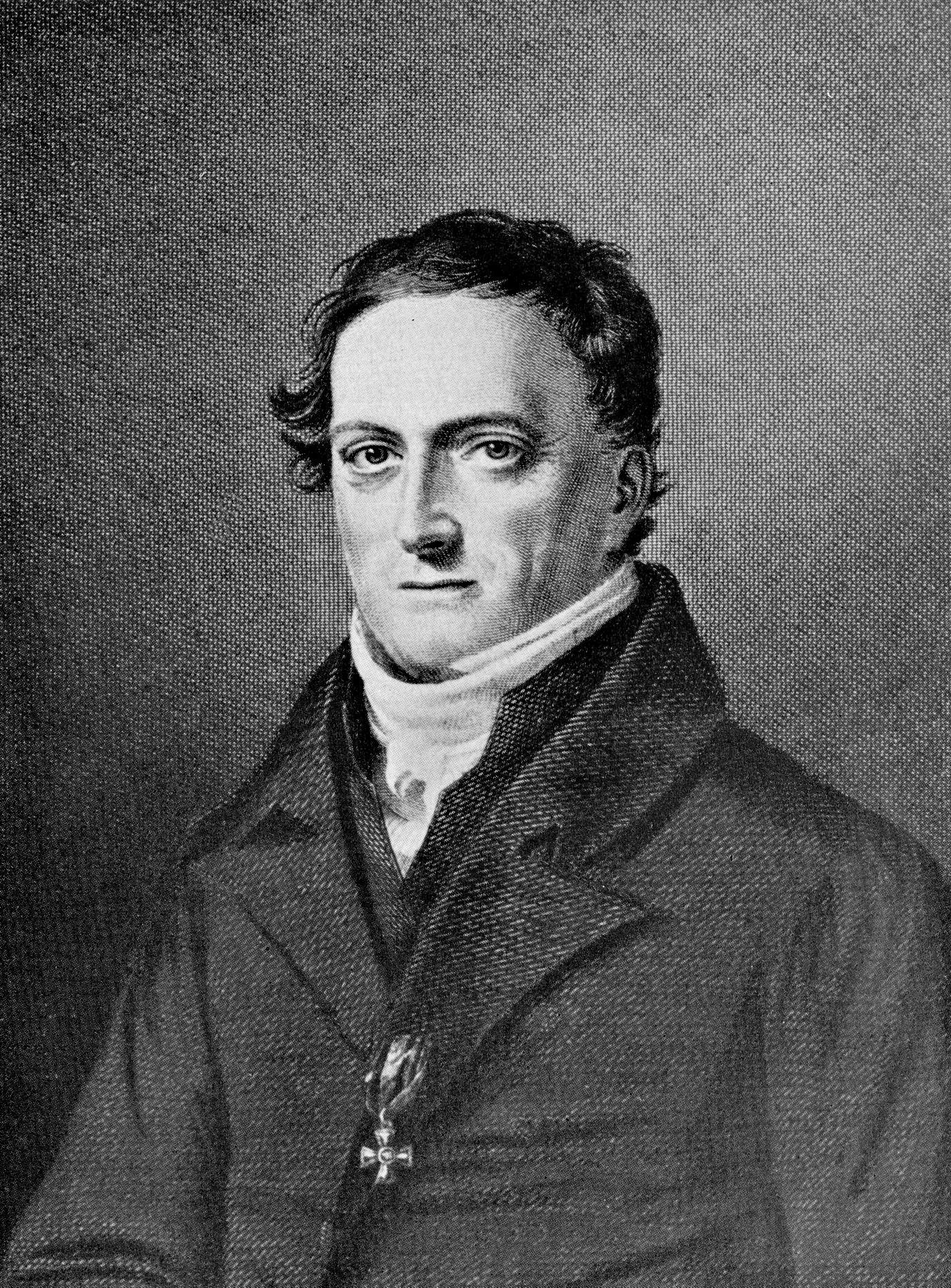
Johann Friedrich Herbart (* 4. května)

- 8. ledna – Thomas Langlois Lefroy, irský politik a soudce († 4. května 1869)
- 24. ledna – Ernst Theodor Wilhelm Hoffmann, německý spisovatel a skladatel († 25. června 1822)
- 25. ledna – Joseph Görres, německý literární kritik a publicista († 29. ledna 1848)
- 11. února – Joannis Kapodistrias, řecký politik a diplomat († 9. října 1831)
- 26. února – Johann Gebhard Maass, německý filozof a psycholog († 23. prosince 1823)
- 9. března – Josef Habsbursko-Lotrinský, uherský palatin († 13. ledna 1847)
- 10. března – Luisa Meklenbursko-Střelická, pruská královna, manželka Fridricha Viléma III. († 19. července 1810)
- 30. března – Vasilij Andrejevič Tropinin, ruský malíř († 15. května 1857)
- 1. dubna – Sophie Germainová, francouzská matematička, fyzička a filosofka († 27. června 1831)
- 4. května – Johann Friedrich Herbart, německý filosof, psycholog a pedagog († 14. srpna 1841)
- 11. června – John Constable, anglický malíř († 31. března 1837)
- 21. června – Josefína z Fürstenbergu-Weitry, rakouská šlechtična a kněžna z Lichtenštejna († 23. února 1848)
- 13. července – Karolína Frederika Vilemína Bádenská, bavorská královna († 13. listopadu 1841)
- 17. července – René Théodore Berthon, francouzský malíř († 7. dubna 1859)
- 9. srpna – Amedeo Avogadro, jeden ze zakladatelů fyziky plynů († 9. července 1856)
- 15. srpna
  - Ignaz von Seyfried, rakouský dirigent a hudební skladatel († 26. srpna 1841)
  - Gottlieb Schick, německý malíř († 7. května 1812)
- 23. srpna – Józef Maria Hoene-Wroński, polský filozof a matematik († 9. srpna 1853)
- 27. srpna – Barthold Georg Niebuhr, německý historik antického Říma, politik a diplomat († 2. ledna 1831)
- 14. listopadu – Henri Dutrochet, francouzský botanik († 4. února 1847)
- 27. listopadu – Ludwig August von Fallon, rakouský generál, geodet a kartograf († 4. září 1828)
- 16. prosince – Johann Wilhelm Ritter, německý chemik a fyzik († 23. ledna 1810)

## Úmrtí

### Česko
- 23. ledna – Josef Jiří Jelínek, barokní sochař a řezbář (* 1697)
- 16. února – Kajetán Březina z Birkenfeldu, opat oseckého kláštera
- 18. března – Pierre Philippe Bechade de Rochepin, brněnský vojenský inženýr (* 1694)
- 21. března – Leopold Antonín Podstatský, olomoucký kněz, kanovník a rektor (* 21. dubna 1717)
- 5. května – Jan Ondřej Kayser z Kaysernu, katolický biskup (* 29. prosince 1716)
- 24. července – Jan Leopold Mosbender, děkan v Ústí nad Orlicí (* 22. dubna 1693)
- 2. srpna – Louis François I. de Bourbon, princ z Conti (* 13. srpna 1717)
- 17. října – Jan Václav Xaver Frey von Freyenfels, kanovník a biskup (* 18. května 1705)
- 31. října – Maxmilián z Hamiltonu, olomoucký biskup (* 17. března 1714)

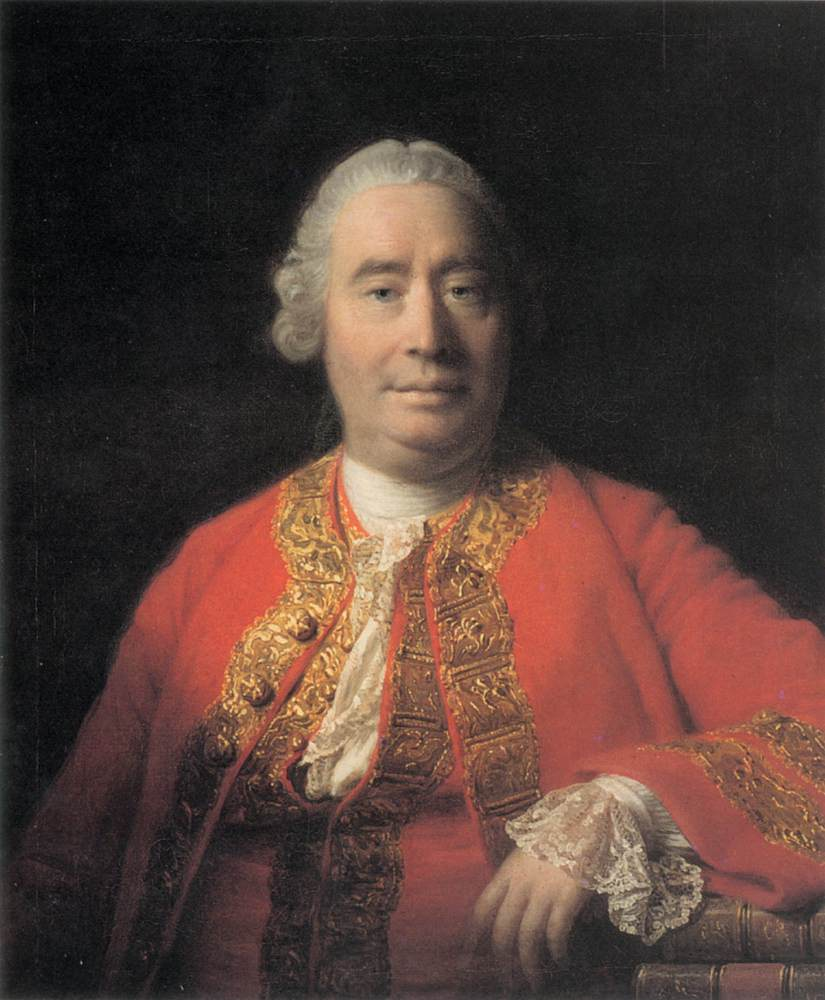
David Hume († 25. srpna)

### Svět
- 5. ledna – Philipp Ludwig Statius Müller, německý teolog a zoolog (* 25. dubna 1725)
- 24. března – John Harrison, anglický hodinář a vynálezce (* 3. dubna 1693)
- 26. dubna – Vilemína Luisa Hesensko-Darmstadtská, ruská velkokněžna (* 25. července 1755)
- 23. května – Julie de Lespinasse, francouzská spisovatelka (* 9. listopadu 1732)
- 25. srpna – David Hume, anglický filosof (* 26. dubna 1711)
- 1. září – Ludwig Christoph Heinrich Hölty, německý lidový básník (* 21. prosince 1748)
- 3. října – Ayşe Sultan, osmanská princezna a dcera sultána Ahmeda III. (* 1713)
- neznámé datum – Matteo Capranica, italský varhaník a hudební skladatel (* 26. srpna 1708)

## Hlavy států
- Francie – Ludvík XVI. (1774–1792)
- Habsburská monarchie – Marie Terezie (1740–1780)
- Osmanská říše – Abdulhamid I. (1774–1789)
- Polsko – Stanislav II. August Poniatowski (1764–1795)
- Prusko – Fridrich II. (1740–1786)
- Rusko – Kateřina II. Veliká (1762–1796)
- Španělsko – Karel III. (1759–1788)
- Švédsko – Gustav III. (1771–1792)
- Velká Británie – Jiří III. (1760–1820)
- Svatá říše římská – Josef II. (1765–1790)
- Papež – Pius VI. (1774–1799)
- Japonsko – Go-Momozono (1771–1779)